# Ciliophora
 (mai 2025).
Si vous disposez d'ouvrages ou d'articles de référence ou si vous connaissez des sites web de qualité traitant du thème abordé ici, merci de compléter l'article en donnant les références utiles à sa vérifiabilité et en les liant à la section « Notes et références ».
Embranchement
Synonymes
- Ciliata Perty, 1852
- Infusoria sensu Bütschli, 1887-1889
- Ciliophyceae Rothmaler, 1951

Les Ciliés (Ciliophora, Ciliata ou Euciliata, autrefois nommés aussi « Infusoires ») sont un embranchement d'eucaryotes unicellulaires du règne des Chromista (historiquement des Protozoaires). Ils sont caractérisés par la présence de cils cellulaires à leur surface à au moins un instant de leur cycle.

## Description

Schéma représentant une paramécie. Légende : 1 - vacuole contractile 2 - canaux radiaux 3 -vacuole alimentaire 4 - macronoyau 5 - micronoyau 6 - cils vibratiles 7 - péristome 8 - cytopharynx 9 - cytostome 10 - cytoprocte.

Les Ciliés sont parmi les unicellulaires les plus complexes. La cellule est polarisée, et les organites forment des zones spécialisées dans la nutrition, la motricité ou l'excrétion.
Ils sont d'une grande taille parmi les unicellulaires (entre 30 et 300 µm). Leurs cils sont généralement disposés en rangées longitudinales ou obliques nommées cinéties, leur extrémité est encastrée dans un système tangentiel de microfibrilles. La répartition des cils est variable, elle peut donner des appareils locomoteurs particuliers et des structures de capture de proies. Chaque cil possède une mitochondrie qui permet son activation et des microtubules qui lui donnent rigidité et flexibilité.
Ils ont la particularité de posséder deux noyaux : un micronoyau reproducteur qui sert pendant la mitose à la transmission du patrimoine génétique et un macronoyau végétatif qui permet de synthétiser les protéines. La reproduction s'effectue en une division longitudinale qui permet d'obtenir deux ciliés identiques.
Leur nutrition se fait par la capture de proies au niveau du péristome : des groupements de cils appelés cirres vibrent et créent des mouvements d'eau qui aspirent les proies jusqu'à la membrane. Les proies sont ingérées par endocytose, puis digérées par les lysosomes. De nombreuses espèces possèdent un cytostome.

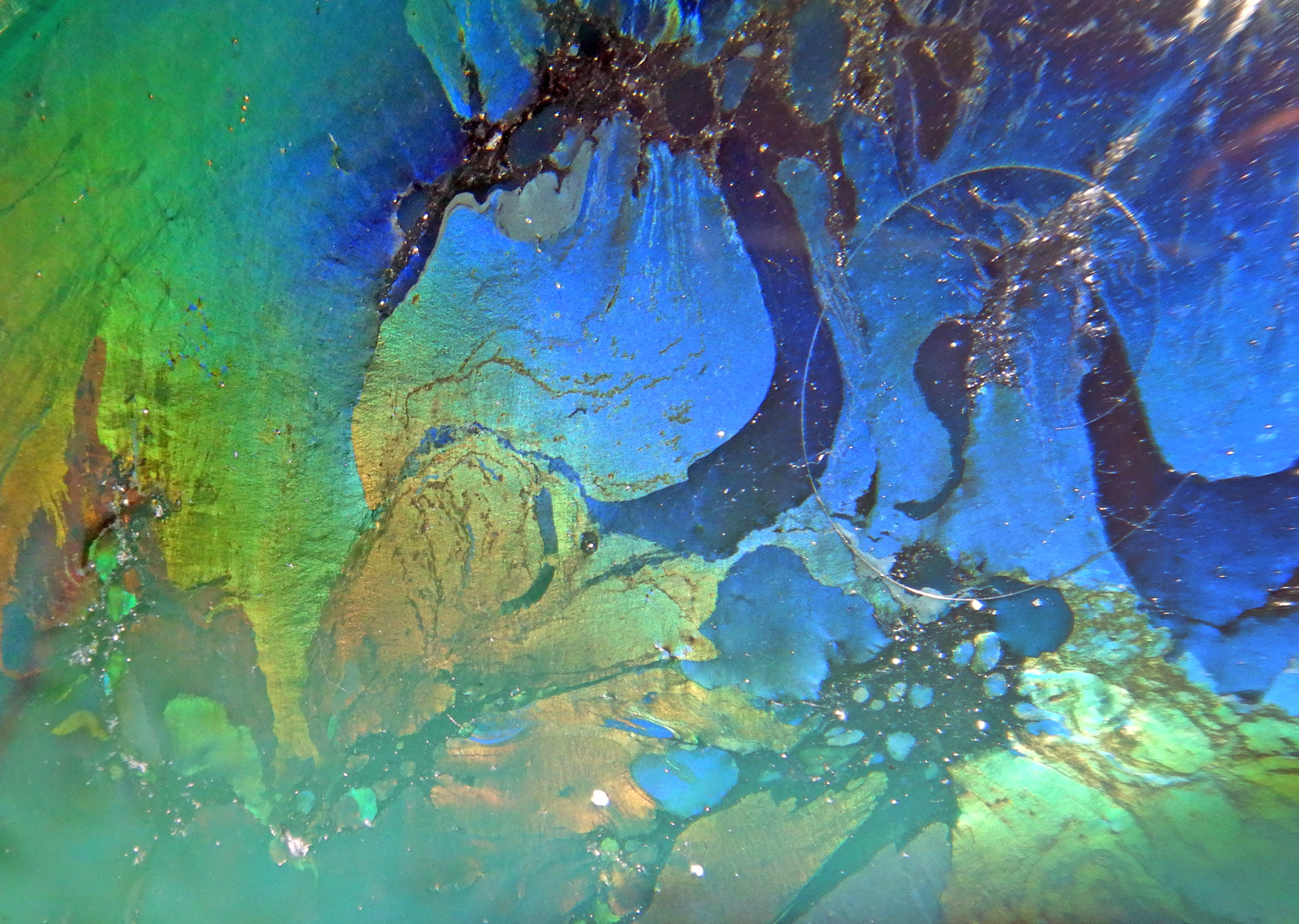
Biofilm très irisé, riche en infusoires (ici photographié à l'intérieur d'un arrosoir rempli d'eau de pluie, au fond duquel il restait quelques éléments de matière organique desséchée).
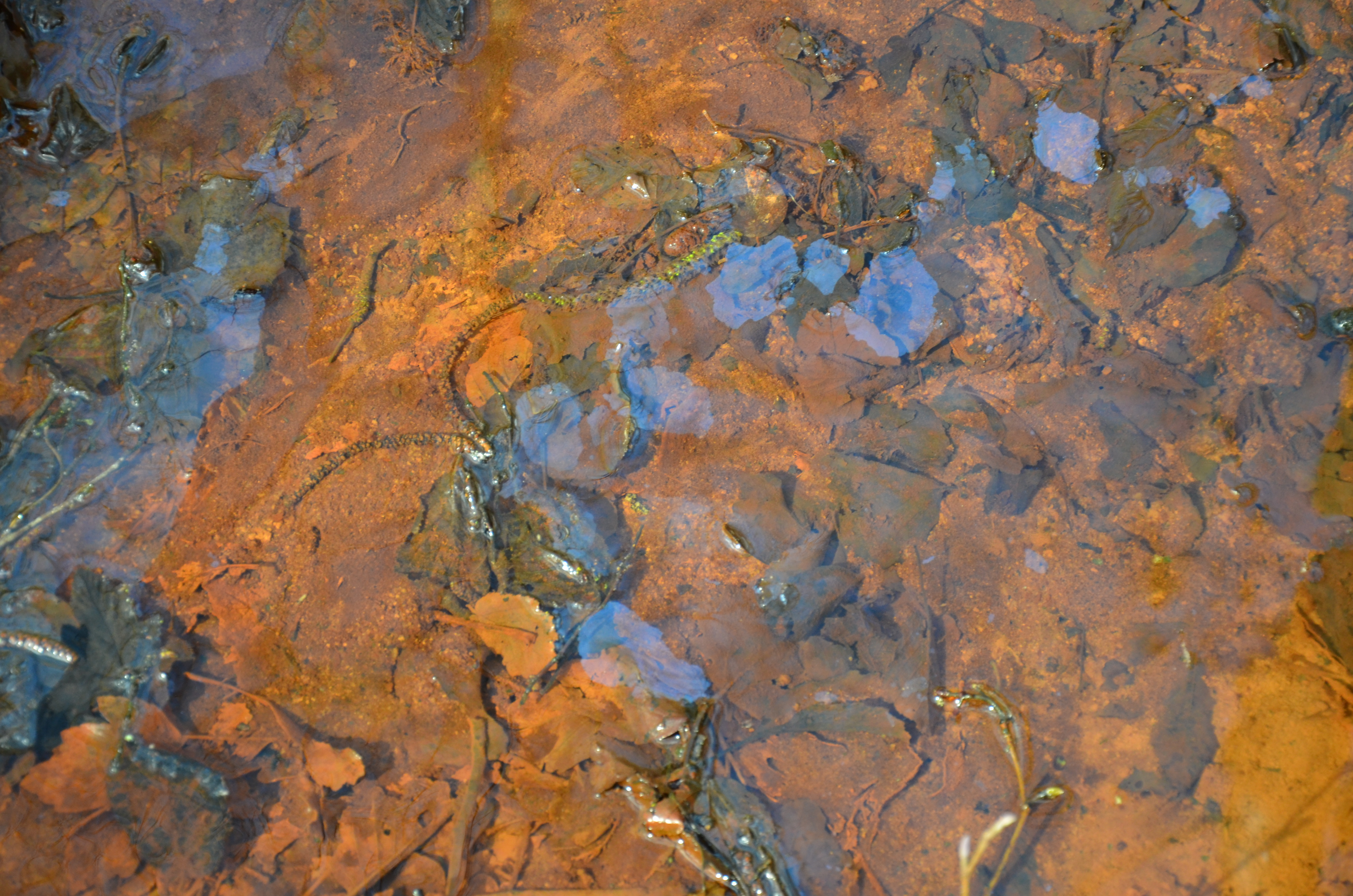
Aspect irisé typique d'un biofilm riche en Infusoires, il s'est ici formé en surface d'une eau ferrugineuse lentique recouvrant un tapis de feuilles mortes (Forêt domaniale de Flines-lès-Mortagne, France).
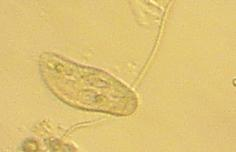
Paramécie (Paramecium sp.).
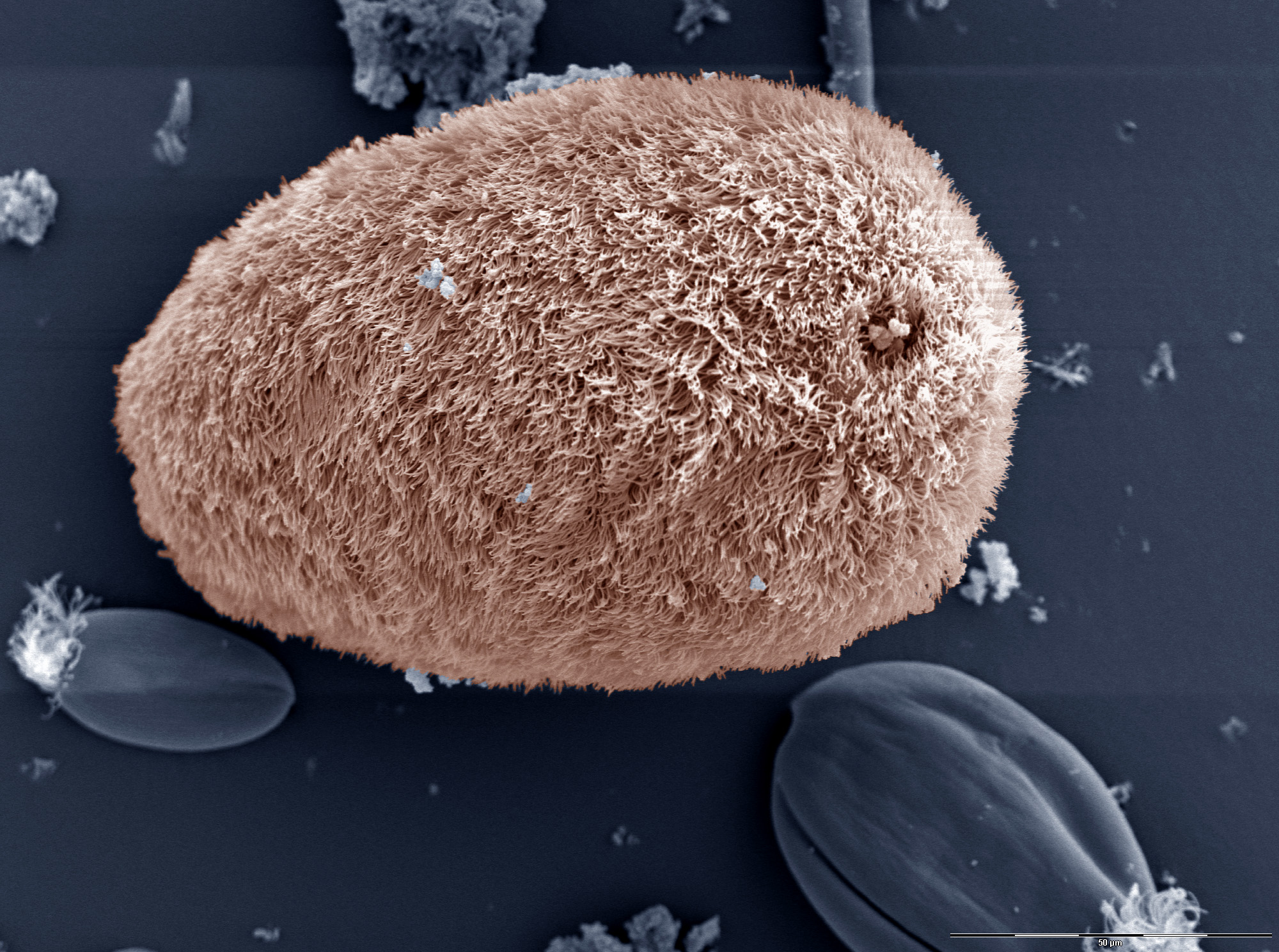
Isotricha intestinalis.

## Écologie
Les Ciliés sont présents dans les eaux douces, saumâtres et marines où ils existent sous diverses formes : formes libres nageuses, formes fixes pédonculées, formes coloniales, formes parasitaires non pathogènes ou formes symbiotiques.
Hétérotrophes, ils se nourrissent de particules organiques, de bactéries, d'autres ciliés, de flagellés voire d'animaux microscopiques. Leurs structures orales se spécialisant selon leur régime alimentaire.
Parmi les cas particuliers bien documentés, on peut citer celui de la symbiose digestive chez la vache : les ciliés présents en abondance dans la panse (rumen) appartiennent à un groupe très spécialisé (Entodiniomorphes), dont tous les représentants vivent en anaérobiose dans le tube digestif de mammifères herbivores. Ces ciliés sont également capables de digérer la cellulose et participent directement à la dégradation de l'herbe ingérée. Mais comme ils consomment principalement les bactéries, cela maintient les populations bactériennes en croissance exponentielle contrôlée, là où elles ont un métabolisme très rapide.

## Formes fossiles
Les plus vieux fossiles connus de Ciliés sont ceux de l'ordre des Tintinnides : ces ciliés sécrètent des loges protéiques qui peuvent se fossiliser. Jusqu'en 2007, les plus vieux fossiles connus dataient de l'Ordovicien (- 450 Ma). Des fossiles plus anciens ont été trouvés datant de 580 millions d'années (période Édiacarien) dans la Formation de Doushantuo, à Guizhou, dans le sud de la Chine.
Parmi les fossiles plus courants, les calpionelles (groupe proche des actuels Tintinnides) furent extrêmement abondantes pendant le Crétacé, et constituent un repère utile en biostratigraphie.

## Historique
Le nom valide complet (avec auteur) de ce taxon est Ciliophora Doflein, 1901, dont la publication originale est :
- (de) Doflein, F., Die Protozoen als Parasiten und Krankheitserreger nach biologischen Gesichtspunkten dargestellt, Jena, Gustav Fischer, 1901, 296 p. (lire en ligne ), p. 227.

Dans les années 1670 Antoni van Leeuwenhoek fut le précurseur de la microbiologie. Mais ce n’est que beaucoup plus tard que les ciliés furent étudiés de façon systématique.
En 2013 Zéphyrin Fokam propose un résumé de l’histoire de ces études, qu'il décline en plusieurs grandes périodes marquant les progrès successifs :
1. Période des découvertes (1880-1930) : les ciliés sont étudiés par microscopie photonique et classés sur la base des infraciliatures buccale et somatique. Cette période fut marquée par les travaux d’Otto Bütschli sur les protozoaires dès 1876.
2. L’âge d’exploitation (1924-1950) : les techniques de coloration argentique ont permis de grandes avancées, avec les travaux de Klein (1926), Chatton et Lwoff, József von Gelei (d) et Horváth. C’est durant cette période qu’Alfred Kahl, de 1930 à 1935, a effectué la description de plus de 3000 espèces.
3. L’âge de l’« infraciliature » (1933-1960) : les classifications se basent alors sur la description fine de l’infraciliature – l’assemblage total des cinétosomes tant oraux que somatiques et leurs structures fibrillaires associées. Durant cette période, le nombre des espèces décrites double. Les grands auteurs furent Chatton et Lwoff déjà cités, Fauré-Fremiet et Corliss.
4. L’âge de l’ultrastructure (1963-1985) : voit l’analyse précise de l’ultrastructure des protozoaires. Les travaux de D. R. Pitelka mettent en avant les études par microscopie électronique. C’est l’âge de l’étude précise des arrangements de cils, appelés cinéties, qui débouche sur la classification de Corliss.
5. La période actuelle, qualifié d’« âge de raffinement » (à partir de 1985) : cette période bénéficie des techniques informatiques et génétiques permettant une étude comparée à la fois de la morphologie, et des séquences des acides nucléiques des différentes lignées progressivement établies durant les périodes précédentes ; de tester ainsi leur validité ; de tenter d'y rattacher les lignées aberrantes. Des taxonomistes comme Wilhelm Foissner et Jacques Berger marquent cette période. 
Deux classifications concurrentes des Ciliophora résultent de ces études : celle de Puytorac (1994), principalement basé sur les caractéristiques morphologiques, et celle de Lynn (2008) qui s’appuie à la fois sur des analyses cladistiques et phénétiques.

## Liste des classes
Selon le World Register of Marine Species (27 septembre 2023), d'après la World Ciliophora Database (K. Xu, S. Agatha & J. Dolan, 2023) :
- sous-embranchement des Intramacronucleata
  - infra-embranchement des Rhabdophora
    - Litostomatea

  - infra-embranchement des Spirotrichia
    - Spirotrichea

  - infra-embranchement des Ventrata
    - Colpodea
    - Nassophorea
    - Oligohymenophorea
    - Phyllopharyngea
    - Plagiopylea
    - Prostomatea
    - Oligotrichea
- sous-embranchement des Postciliodesmatophora
  - Heterotrichea
  - Karyorelictea

Selon le Catalogue of Life (27 septembre 2023) et GBIF (27 septembre 2023), d'après The World Ciliate Catalog (E. Aescht, 2012) :
- Colpodea
- Cyrtophoria
- Gymnostomatea
- Heterotrichea
- Hypotrichea
- Karyorelictea
- Kinetofragminophora
- Litostomatea
- Nassophorea
- Oligohymenophorea
- Oligotrichea
- Phyllopharyngea
- Prostomatea
- Spirotrichea

Selon l'IRMNG (27 septembre 2023) :
- sous-embranchement des Intramacronucleata Lynn, 1996
  - Armophorea Lynn, 2004
  - Cariacotrichea Orsi, Edgcomb, Faria, Foissner, Fowle, Hohmann, Suarez, Taylor, Taylor, Vďačný & Epstein, 2012
  - Colpodea Small & Lynn, 1981
  - Litostomatea Small & Lynn, 1981
  - Nassophorea Small & Lynn, 1981
  - Oligohymenophorea de Puytorac et al., 1974
  - Phyllopharyngea de Puytorac et al., 1974
  - Plagiopylea Small & Lynn, 1985
  - Prostomatea Schewiakoff, 1896
  - Spirotrichea Bütschli, 1889
- sous-embranchement des Postciliodesmatophora Gerassimova & Seravin, 1976
  - Heterotrichea Stein, 1859
  - Karyorelictea Corliss, 1974

## Quelques espèces
On dénombre environ 10 000 espèces de Ciliés dont voici quelques exemples :
- Balantidium coli, agent de la balantidose
- Blepharisma japonicum
- Cariacothrix caudata
- Certesia quadrinucleata
- Codonella cratera
- Chattonidium setense
- Euplotes aediculatus
- Isotricha intestinalis
- Paramecium tetraurelia, une paramécie.
- Stentor coeruleus
- Stylonichia mytilus
- Tetrahymena pyriformis
- Tetrahymena thermophila
- Vorticella campanula

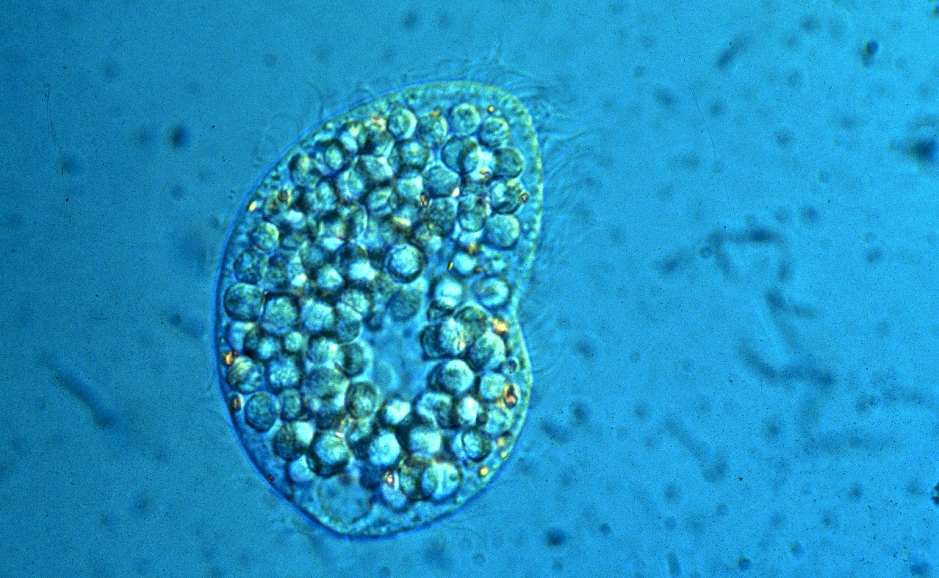
Colpoda inflata.
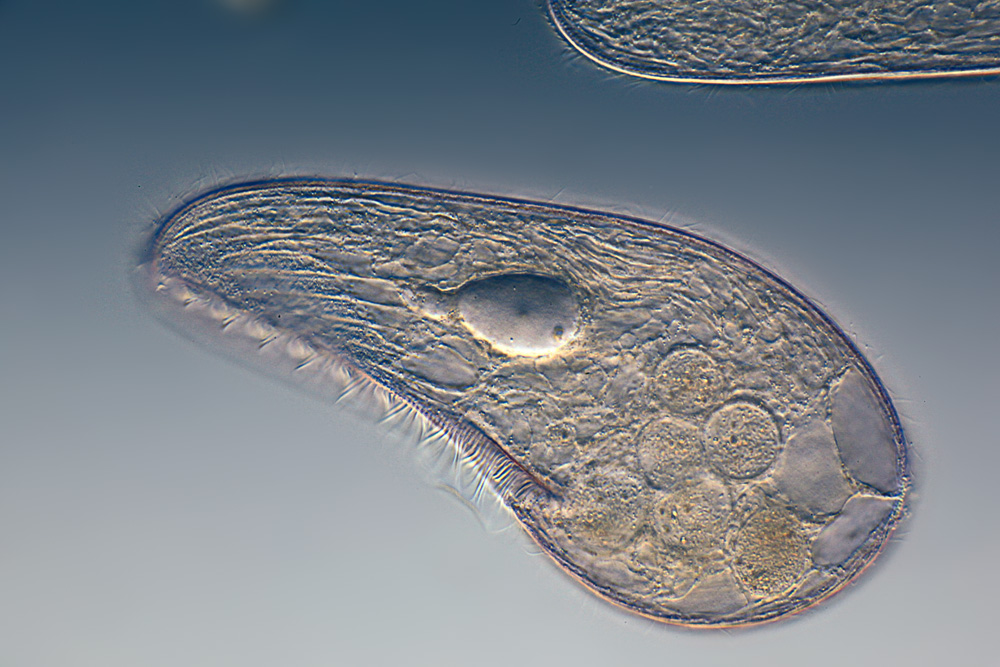
Blepharisma japonicum.
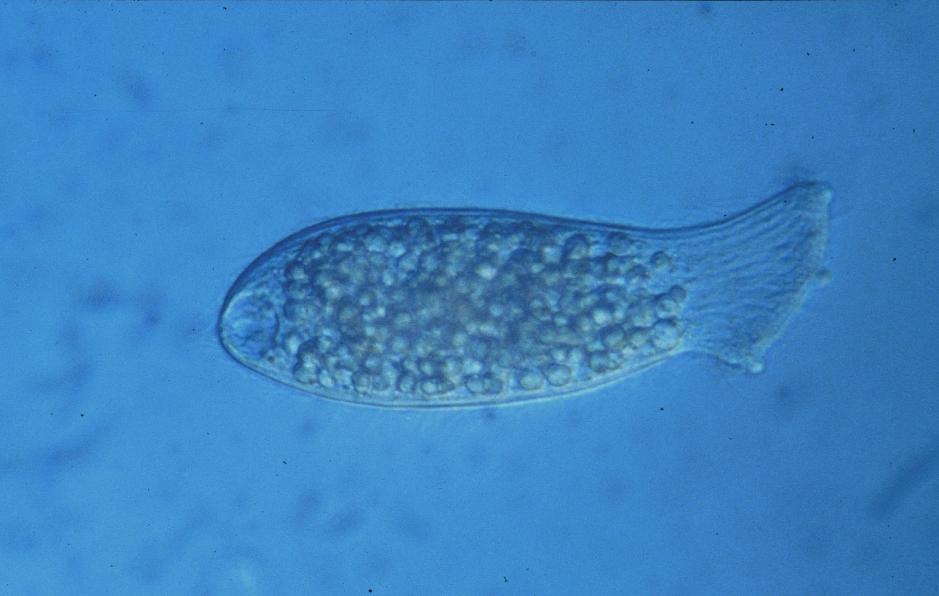
Epispathidium amphoriforme.
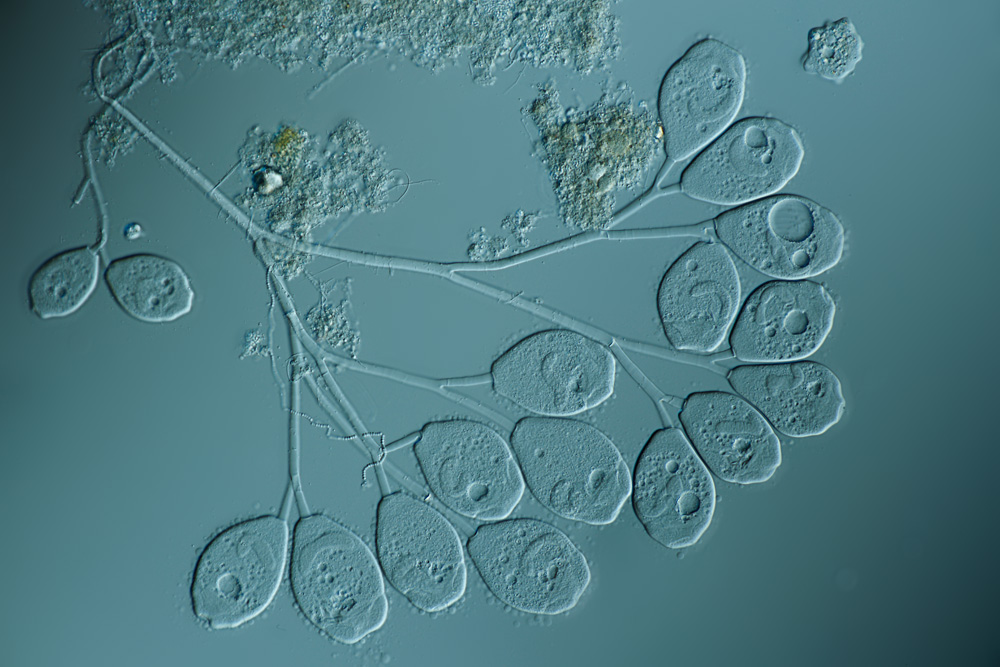
Vorticella sp., un cilié colonial.
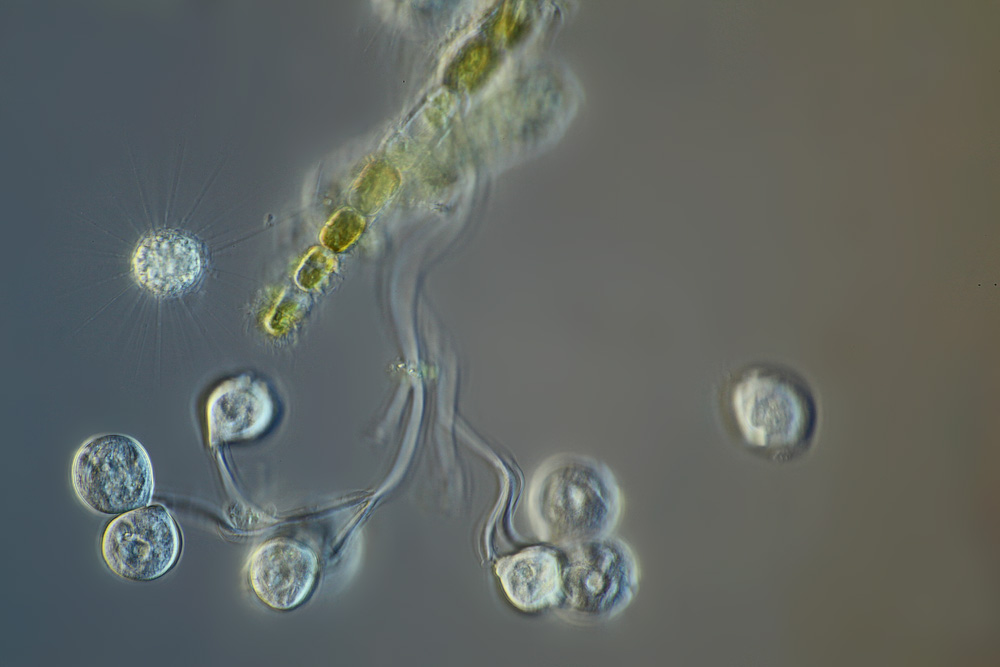
Zoothamnium sp., un cilié colonial.
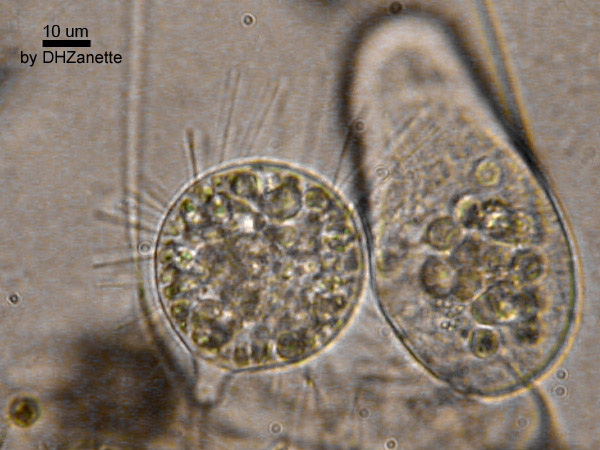
Suctoria sp.
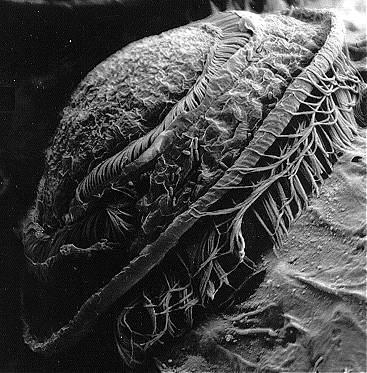
Trichodina sp. (micrographie électronique)
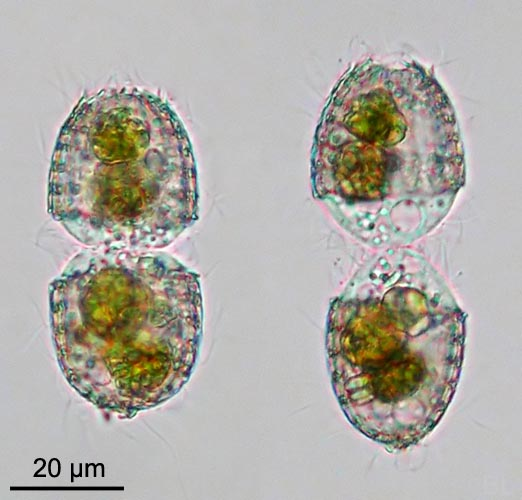
Coleps sp. en division.
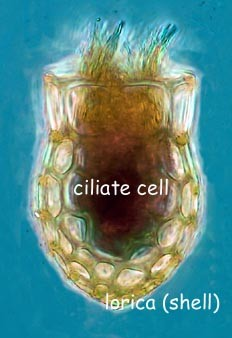
Dictyocysta mitra, un Tintinnide.
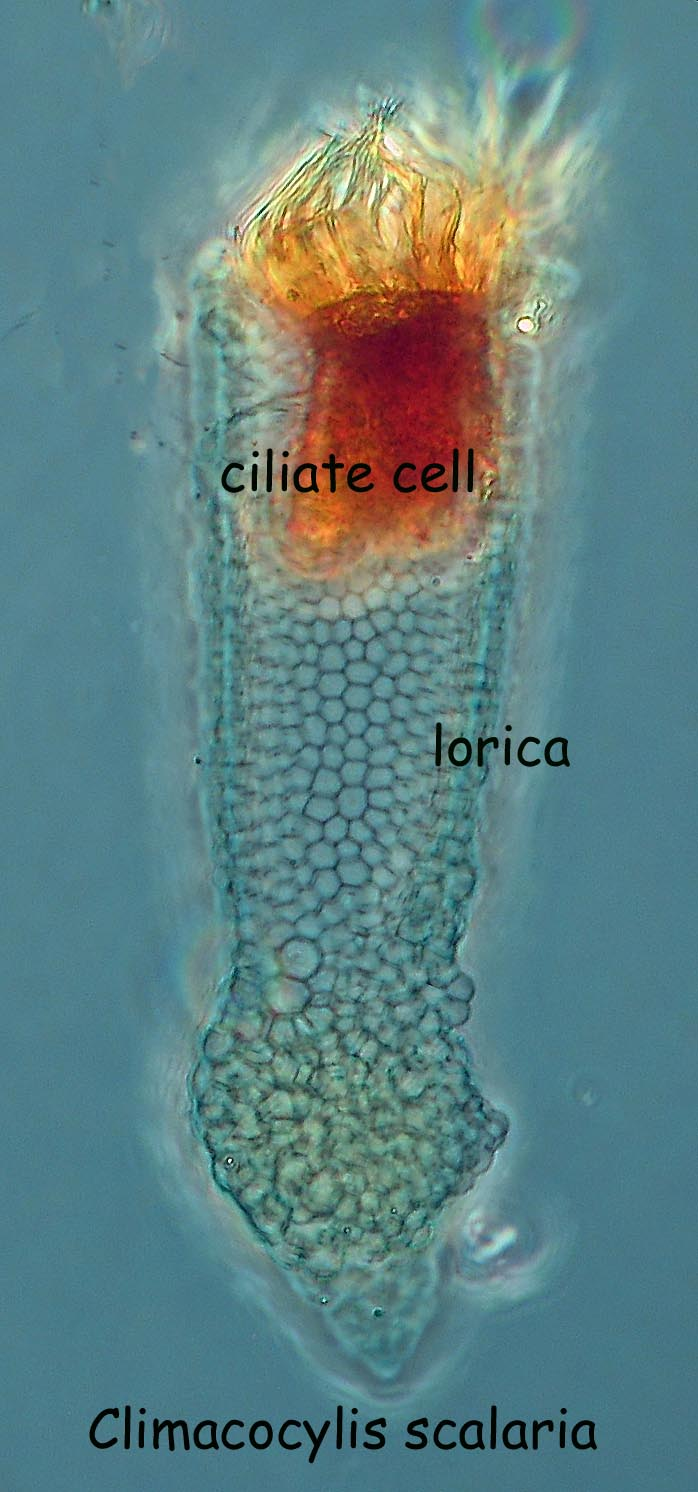
Climacocylis scalaria, un Tintinnide.
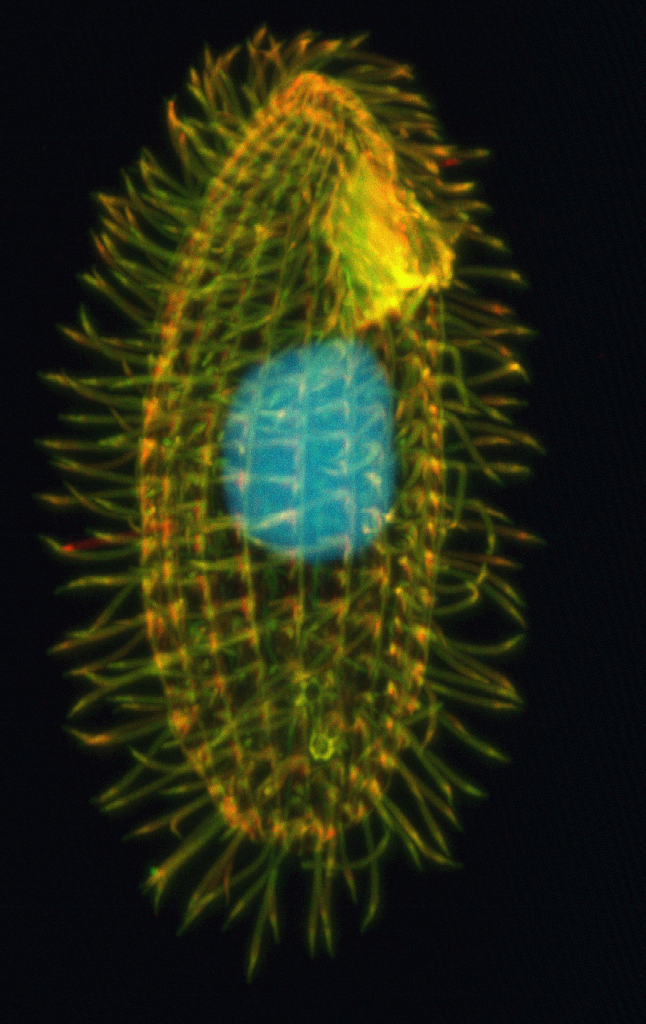
Tetrahymena thermophila en fluorescence.
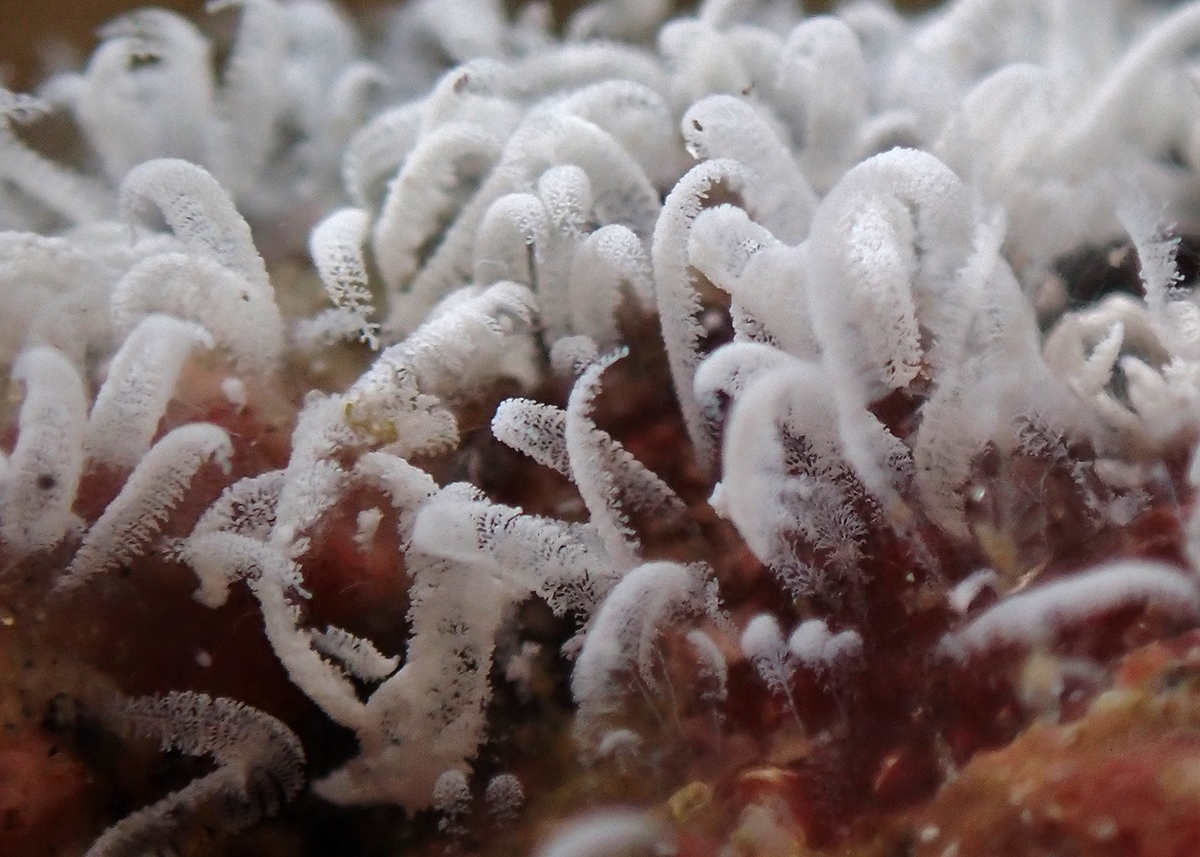
Colonies de Zoothamnium niveum à la Réunion.

## Ciliatologistes notables
Parmi tous les chercheurs qui ont participé à la connaissance des protozoaires et, en particulier des Ciliophora, en voici un certain nombre, cités par ordre d'année de naissance :
- Samuel Friedrich Stein (1818-1885), allemand.
- Otto Bütschli (1848-1920), allemand.
- Alfred Kahl (1877-1946), allemand.
- Emmanuel Fauré-Frémiet (1883-1971), français.
- József von Gelei (d) (1885-1952), hongrois.
- André Lwoff (1902-1994), français.
- John Ozro Corliss (1922-2014), américain, pionnier dans l'entre-deux-guerres.
- Eugene B. Small (d) (1931-2019), américain.
- Jacques Berger (1934-1995), américain.
- Édouard Chatton (1937-1947), français.
- Anatoli Viktorovitch Jankowski (d) (1937-), russe.
- Denis Heward Lynn (d) (1947-2018), canadien.
- Wilhelm Foissner (1948-2020), autrichien.
- Pierre de Puytorac (d) (?-), français.
- Sergei Fokin (1952-) russe[15].